# Collenia
Collenia is een geslacht van fossiele cyanobacteriën die stromatolieten vormden.

## Beschrijving
Collenia (vooral Collenia symmetrica, Fenton en Fenton) ontwikkelden zuilvormige kolonies van twintig centimeter breed en tot veertig centimeter hoog die leken op een afgeplatte hemisfeer, die bruusk op zijn rand valt. De betrokken micro-organismen waren hoogstwaarschijnlijk zuurstof producerende fotosynthesebacteriën, die convexe, gladde tot licht gegolfde lagen in het midden van de stromatolietstructuur opbouwden.

## Verspreiding
Het cyanobacteriën-geslacht Collenia was wijdverbreid in het Proterozoïcum, vooral in de periode van 2,4 tot 2,2 miljard jaar geleden (Siderium en Rhyacium of Oxygenium en Jatulium). Aan het einde van het Precambrium daalde hun verspreiding sterk.

## Ecologie
Cloud (1942) en anderen hadden er al op gewezen dat  op basis van algen stromatolieten in zowel zoet als zout vlak water gedijen. Logan, Rezak en Ginsburg zijn van mening dat de Collenia-achtige LLH stromatolieten (Engelse laterale koppeling van hemisferoïden - meestal verbindende hemisferen) voortkomen uit coherente matten en sedimentlagen die door algen worden samengehouden. Hun ecotoop is een mariene, getijdenomgeving met lage deining, die zich op diepe baaien bevindt die diep in het achterland doordringen en ook door ondiepten kunnen worden beschermd. Over het algemeen zijn stromatolieten van algen geen goede gidsfossielen, maar ze zijn zeer goede ecologische indicatoren van de afzettingsomgeving (facies-indicator).

## Soorten
De volgende soorten zijn wetenschappelijk beschreven:
- Collenia albertensis
- Collenia baikali(c)a (ook Baikalia baicalica) – Gangolihat-Dolomit (Midden-Riphäum), Nagod-kalk (Semri-groep, Vindhya-Supergroep), Sirbu-Schieferton – rond 650 miljoen jaar geleden (Bhander-groep, Vindhya-supergroep)
- Collenia clappii – Bargawan-Kalk (Semri-Gruppe),  Kheinjua-formatie – 1110 ± 60 miljoen jaar geleden (Midden-Riphäum), Rohtas-kalk (Semri-groep)
- Collenia columnaris (ook Colonella columnaris) – Bargawan-kalk, Gangolihat-Dolomit, Sirbu-Schieferton
- Collenia cylindrica
- Collenia frequens – Bhagwanpura-kalk (Semri-groep)
- Collenia kussiensis – (ook Kussiella kussiensis) – Arangi-formatie (Semri-groep), Gangolihat-Dolomit, Kajrahat-kalk – 1721 ±90 miljoen jaar geleden, Tirohan-kalk (Semri-groep)
- Collenia multiflabella
- Collenia parva
- Collenia symmetrica – Gangolihat-Dolomit, Kajrahat-kalk, Nagod-kalk, Tirohan-kalk
- Collenia undosa – Biwabik Iron formatie